# Maria Sole Tognazzi
Maria Sole Tognazzi (Roma, 2 de mayo de 1971) es una directora de cine italiana.

## Carrera
Maria es la hija del actor y director Ugo Tognazzi y de la actriz Franca Bettoia. Tiene un hermano, el actor Gianmarco, y dos medio hermanos, el actor y director Ricky Tognazzi y el director de cine noruego y productor de cine Thomas Robsahm.
Tras años como aprendiz de directora, hizo su debut con el cortometraje de 1997 Non Finisce qui. Más tarde dirigió dos cortometrajes, C'ero anch'io (1999) y Semper a tempo (2000). Su primer largometraje fue Passato prossimo (2003), para el que también coescribió el guion con Daniele Prato y por el que el Sindicato Nacional de Periodistas Cinematográficos le otorgó el premio Nastro d'Argento en la categoría Mejor Nuevo Director.
Su segundo largometraje, L'uomo che ama (2008), fue escrito con Ivan Cotroneo y filmado en el lago Orta y en Turín. El elenco incluyó a Pierfrancesco Favino y Monica Bellucci. En 2010, su documental Ritratto di mio padre se proyectó en el Festival de Cine de Roma. Su tercer largometraje, Viaggio sola, (2013), protagonizado por Margherita Buy, fue escrito con Ivan Cotroneo y Francesca Marciano.